# Good-Bye Indiana
Good-Bye Indiana è il terzo album musicale di Ivano Fossati uscito nel 1975.

## Il disco
Rispetto ai dischi precedenti si caratterizza per il diverso modo di cantare del cantautore genovese, che abbandona il tono più roco che lo aveva caratterizzato fino all'album precedente (e che aveva già abbandonato nel 45 giri Cane di strada).
Inoltre Good-Bye Indiana è suonato dal solo Fossati: le uniche collaborazioni sono quelle di Umberto Tozzi come collaboratore agli arrangiamenti, di alcuni coristi presenti nella title track e della cantautrice californiana Marva Jan Marrow ai cori; la Marrow inoltre firma i testi dei due brani cantati in inglese, Where is paradise? e Harvest moon.
Come di consueto, vi è anche uno strumentale, Azteca; Good-Bye Indiana invece, con i suoi 9 minuti e 58 secondi di durata, è la canzone più lunga incisa da Fossati.
Molto interessante è I treni fantasma, dove nella coda strumentale presente nella parte centrale della canzone Fossati improvvisa alcuni assoli variando lo strumento solista (dalla chitarra al sax);  bella anche Storie per farmi amare.
La copertina è opera di Caesar Monti, mentre i tecnici del suono sono Plinio Chiesa e Giancarlo Janetti.
Le vendite dell'album sono state molto basse, e per questo motivo la quotazione della prima edizione in vinile è molto alta; successivamente la Fonit Cetra lo ristampò nella serie economica Pellicano, mentre la prima versione in CD è del 1989 e rispetta la grafica dell'LP.
Il poco riscontro avuto da questo disco fu uno dei motivi che portarono Fossati al cambiamento di casa discografica e al passaggio alla RCA Italiana, dove iniziò una collaborazione con Antonio Coggio.
Nessuna delle canzoni del disco è stata mai eseguita dal vivo dal cantautore genovese.

## Tracce
Testi e musiche di Ivano Fossati tranne dove diversamente indicato.
1. Il grano e la luna – 3:13
2. Where Is Paradise – 5:44 (testo: Marrow – musica: Fossati)
3. Azteca – 3:56
4. I treni fantasma – 6:03
5. Storie per farmi amare – 4:21
6. Harvest Moon – 5:02 (testo: Marrow – musica: Fossati)
7. Good-Bye indiana – 9:58 (Fossati, Prudente)

## Formazione
- Ivano Fossati: voce, chitarra acustica ed elettrica, pianoforte, Fender Rhodes e tastiera, flauto traverso e dolce, sassofono soprano, ocarina, batteria e percussioni, basso, campane tubolari
- Marva Jan Marrow: voce
- Rossana Casale, Françoise Hardy, Aida Cooper, Caterina Bueno, Oscar Prudente: cori in Good-Bye indiana